# يان فرازير (سياسي)
يان فرازير (بالإنجليزية: Ian Montagu Fraser)‏ هو سياسي بريطاني (وحمل سابقاً جنسية المملكة المتحدة لبريطانيا العظمى وأيرلندا)، ولد في 14 أكتوبر 1916، وتوفي في 8 نوفمبر 1987. حزبياً، نشط في حزب المحافظين. في الانتخابات العامة في المملكة المتحدة 1959 ‏، انتخب عضو البرلمان الثاني والأربعون للمملكة المتحدة ‏ عن دائرة بليموث سوتون (8 أكتوبر 1959 – 25 سبتمبر 1964) وفي الانتخابات العامة في المملكة المتحدة 1964 ‏، انتخب عضو البرلمان الثالث والأربعون للمملكة المتحدة عن دائرة بليموث سوتون (15 أكتوبر 1964 – 10 مارس 1966).